# 王夢恕
王 夢恕（おう むしょ、Wang Meng-shu、1938年12月24日 - 2018年9月20日）は、中華人民共和国の鉄道技術者にして教育者(専攻はトンネルと地下土木工学)である。

## 履歴
1964年西南交通大学（旧：唐山交通大学）卒後、旧中華人民共和国鉄道部で技師補、技師、専任技師を、総合科学技術発展部門で研究所で専任技師、建築指導員を歴任。そして中国铁路工程总公司でチーフエンジニア代理、専任技師等を歴任。現在北京交通大学教授、博士課程指導教官。国立交通大学（北京）のトンネル工学、地下工学実験研究所主任。中華人民共和国工程院（工学アカデミー）正会員。

## 人物
2011年に起こった温州市鉄道衝突脱線事故においては忌憚ない事故分析報告書を公表し高い評価を受けた。2011年中華人民共和国の科学分野における優れた業績を残した者に冠せられる「中国科学年度人物」の栄誉を受けている。
現在渤海湾海底トンネル計画（渤海海峡越海道路戦略計画）の責任者である。

### 日本の新幹線技術への評価
2015年、日本の新幹線技術に対し、軌道に関する技術の未熟さを指摘し、レールの安定性が中国の高速鉄道技術に対し見劣りする点を明らかにした。

## 注
1. ↑  “王梦恕：中国工程院院士，隧道及地质工程专家”.   北京交通大学. 2013年1月12日閲覧。(中国語）
2. ↑  “漩涡中的王梦恕”. 新民周刊. (2011年) 2013年1月12日閲覧。(中国語)
3. ↑  “2011中国科学年度人物评选”.   科学网. 2013年1月12日閲覧。(中国語)
4. ↑  烟大海底隧道方案将报国务院:耗资堪比三峡(中国語)
5. ↑  「新幹線にも「弱み」はある・・・世界をリードする存在だが＝中国メディア」『サーチナ』2015年3月20日